# École du Nord
Depuis sa création en 2003, l’École du Nord, école supérieure d’art dramatique de la région Hauts-de-France propose une formation professionnelle supérieure sur 3 ans aux métiers d'interprète et d'écriture-mise en scène-dramaturgie. Elle accueille tous les 3 ans une promotion d’une vingtaine d’élèves, sélectionnés sur concours. L'École du Nord est signataire de la « plateforme de l'enseignement supérieur pour la formation du comédien » aux côtés de douze autres écoles françaises.
L'École du Nord est subventionnée par le Ministère de la Culture et de la Communication, la Région Hauts-de-France et la Ville de Lille.

## L’École du Nord et le Théâtre du Nord
Créée par Stuart Seide sous le nom de EPSAD, l’école est rebaptisée École du Nord avec l’arrivée de son nouveau directeur Christophe Rauck en 2014. Elle fait partie des 12 écoles nationales supérieures d’art dramatique reconnues par l’État .
En mars 2021, David Bobée est nommé à la direction du Théâtre du Nord et de l'École du Nord. Il déploiera alors son programme pédagogique pensé pour la 7e promotion qui rentre à l’École du Nord en octobre 2021.
Adossé à la programmation de saison du Théâtre du Nord, le projet pédagogique de l’École met l’accent sur l’interprétation en passant par différentes disciplines artistiques. Les élèves travaillent aux côtés de nombreux artistes, comédiens, metteurs en scène, clowns, chefs d’orchestre, auteurs, musiciens, universitaires, dramaturges ou encore chorégraphes. Suivis par un parrain, les élèves sont formés par des artistes en activité.

## L’organisation des études
La formation fait se croiser dans une même promotion des élèves auteurs-metteurs en scène-dramaturiges et des élèves comédiens. Ce cursus commun favorise la naissance de complicités artistiques, et place l’acte d’écriture au cœur de la formation.
C’est par un travail intensif sur les textes classiques puis contemporains que l’École du Nord choisit de former ses comédiens, sous forme de stages qui s’organisent entre 1 et 6 semaines. Le point de vue de l’acteur, la dramaturgie, le corps (danse, cirque) et la voix (chorale, prosodie) tiennent une place essentielle dans le cursus.
La 8ème promotion de l'Ecole est entrée en septembre 2024 pour trois années universitaires. L'organisation des études se fait entre David Bobée, Blandine Dujardin - respectivement directeur et directrice adjointe du Théâtre du Nord - et Tiphanie Dangauthier, directrice des études.

## Diplôme délivré
Au terme de leur formation, les élèves peuvent obtenir trois diplômes : le DNSPC (diplôme national supérieur professionnel de comédien) et la Licence Arts, option formation du comédien professionnel et de l'auteur dramatique  ou le Master Théories et pratiques du théâtre contemporain, délivrée par l'Université de Lille.

## Le Concours
L'École du Nord accueille tous les trois ans une promotion d'une vingtaine d'élèves recrutés sur concours.